# کوتوله قهوه‌ای کوچک

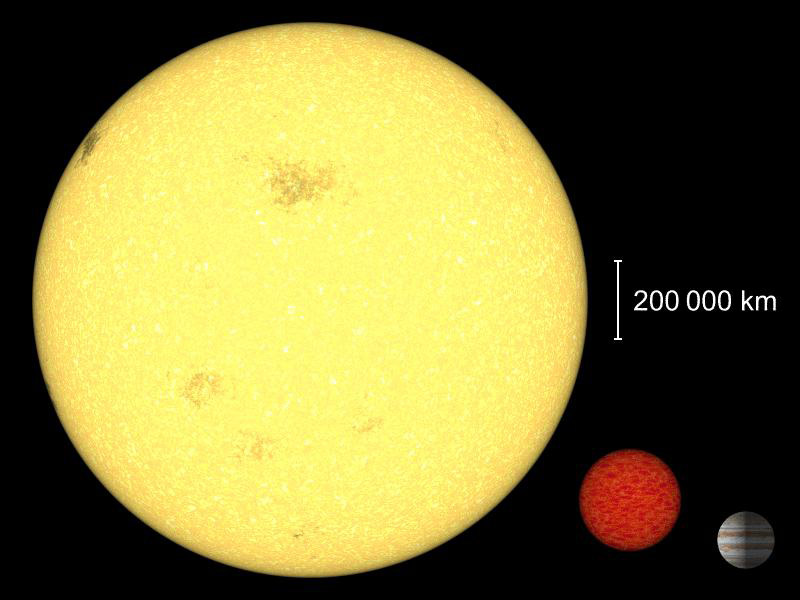
مقایسه‌ای میان خورشید، یک کوتولهٔ قهوه‌ای کوچک جوان و سیارهٔ هرمز. با گذر زمان کوتولهٔ قهوه‌ای کوچک، سردتر و کوچکتر می‌شود.

کوتولهٔ قهوه‌ای کوچک، یک جرم سیاره‌گون است که به دور یک ستاره نمی‌گردد ولی آن را یک کوتولهٔ قهوه‌ای نیز در نظر نمی‌گیرند؛ چون جرمش کمتر از ۱۳ برابر جرم هرمز، جرم یک کوتولهٔ قهوه‌ای است.

## کوتوله‌های قهوه‌ای ناکام
کوتوله‌های قهوه‌ای کوچک، به همان ترتیبی که ستاره‌ها تشکیل می‌شوند، ایجاد شده‌اند یعنی بوسیلهٔ فروپاشی ابری از گازها و نه از راه فروپاشی هسته یک دیسک گازی. تفاوت در روش تشکیل یک سیاره و یک کوتولهٔ قهوه‌ای کوچک، در میان همهٔ ستاره شناسان مورد پذیرش نیست.

### کمینهٔ جرم
کمترین جرم لازم از ابر گازی، که بتواند از راه فروپاشی یک کوتولهٔ قهوه‌ای کوچک ایجاد کند، تقریباً برابر با ۱ Mj است. به این دلیل که برای فروپاشی نیاز به نیروی گرانش و در مقابل تولید گرما و انرژی است.